# ハッピー四国
ハッピー四国（ハッピーしこく）は、2012年4月から四国コカ・コーラボトリングとその子会社が展開している企業社会貢献活動（メセナ）である。

## 概要
四国コカ・コーラグループの地産地消ビジネスを支える四国の環境と製品を買い支えてくれる地元の消費者に対し、同グループは企業として出来る社会貢献で還元しようとこのキャンペーンを提唱した。
同グループはキャンペーンの開始以来、売上金の一部を活用してスポーツイベントの開催、教育・文化・福祉活動の支援、地域コミュニケーションの支援など、四国4県で様々な支援活動を展開している。2015年10月からは、エフエム香川、エフエム徳島、エフエム愛媛、エフエム高知で放送のラジオ番組『Happy四国 presents 四星球のハッピーアワー』を協賛していた。
2016年からは、同グループによる社会貢献活動は単に「CSR活動」とだけ記されており、「ハッピー四国」の名は使われていない。